# Polietileno de baixa densidade

Código de identificação do polietileno de baixa densidade.

O Polietileno de baixa densidade ou LDPE (en.: Low density polyethylen) é um termoplástico à base de petróleo. Foi a primeira categoria de polietileno, produzida em 1933 pela Imperial Chemical Industries recorrendo a um processo de alta pressão por via de polimerização radical, método ainda em uso actualmente. O seu código de identificação é o 4. Apesar de competir com polímeros modernos, o LDPE (PE-LD) mantém a sua importância, atingindo em 2009 um volume global de 15,9 mil milhões de euros.

## Propriedades
O LDPE (PE-LD) apresenta-se com densidades entre os 0,910 e 0,949 g/cm3. É inerte em relação à temperatura ambiente, excepto na presença de fortes agentes de oxidação, havendo também alguns solventes que causem dilatação. Pode suportar de forma contínua temperaturas até 80 °C, até ao máximo de 95 °C por curtos períodos de tempo. Quer na apresentação opaca como translúcida, é bastante flexível e resistente, embora quebradiço.
O LDPE é composto por carbono e hidrogénio. Possui mais ramificações moleculares (em cerca de 2% dos átomos de carbono) do que o polietileno de alta densidade, pelo que a sua força intermolecular e resistência à tração são menores, e a sua resiliência maior. Também apresenta uma densidade menor, uma vez que as suas moléculas são menos compactas e menos cristalinas em função das ramificações laterais.

### Resistência química
- Excelente resistência (não solúvel) a ácidos, álcoois, bases e ésteres.
- Boa resistência aos aldeídos, cetonas e óleos vegetais.
- Resistência medíocre, e uso recomendado de apenas curta duração, aos compostos alifáticos, hidrocarbonetos aromáticos, óleos minerais e comburentes.
- Fraca resistência, e uso não recomendado, com halogenetos de alquilo.[3]

## Aplicações
O LDPE é amplamente usado no fabrico de vários recipientes, tabuleiros, garrafas, canalização, componentes de computador, superfícies de trabalho, peças que necessitem de solda, equipamento de laboratório, equipamento de parques infantis e película aderente. O seu uso mais comum é no fabrico de sacos de plástico. A embalagem dos pacotes de leite e sumo é feito com um laminado de LDPE, cartão e papel de alumínio.